# Rüdiger Vogler
Rüdiger Vogler (ur. 14 maja 1942 w Biberach an der Riß) – niemiecki aktor teatralny, filmowy i telewizyjny. Najbardziej znany z ról w licznych filmach Wima Wendersa.

## Wybrane role filmowe
- 1972: Strach bramkarza przed jedenastką (Die Angst des Tormanns beim Elfmeter) – idiota
- 1973: Szkarłatna litera (Der scharlachrote Buchstabe) – marynarz
- 1974: Alicja w miastach (Alice in den Städten) – Philip Winter
- 1975: Fałszywy ruch (Falsche Bewegung) – Wilhelm
- 1976: Z biegiem czasu (Im Lauf der Zeit) – Bruno Winter
- 1977: Zbiorowy portret z damą (Gruppenbild mit Dame) – Boldig
- 1978: Stan dzikości (L'État sauvage) – Tristan
- 1978: Leworęczna kobieta (Die linkshändige Frau)
- 1981: Czas ołowiu (Die bleierne Zeit) – Wolfgang
- 1985: Praktyka miłości (Die Praxis der Liebe) – dr Alfons Schlögel
- 1990: Słońce także nocą (Il sole anche di notte) – król Charles
- 1991: Aż na koniec świata (Bis ans Ende der Welt) – Philip Winter
- 1992: Długa rozmowa z ptakiem (Das lange Gespräch mit dem Vogel) – dr Halbritter
- 1993: Tak daleko, tak blisko (In weiter Ferne, so nah!) – Philip Winter
- 1994: Lisbon Story (Lisbon Story / Viagem a Lisboa) – Philip Winter
- 2000: Anatomia (Anatomie) – dr Henning
- 2005: Ucieczka z Colditz (Colditz) – mjr Fritz Werner
- 2008: List dla króla (De brief voor de koning) – król Unauwen / pustelnik Menaures
- 2008: Kobieta w Berlinie (Anonyma – Eine Frau in Berlin) – Eckhart
- 2009: Effi Briest (Effi Briest) – aptekarz Gieshübler
- 2009: OSS 117 – Rio nie odpowiada (OSS 117 : Rio ne répond plus) – profesor von Zimmel
- 2010: Niedokończony film (A Film Unfinished)
- 2012: W pogoni za nieszczęściem (Anleitung zum Unglücklichsein) – ojciec Tiffany
- 2013: Aniołki spod znaku Miserere (La Marque des anges) – Franz Hartmann
- 2015: Porzucony świat (Die abhandene Welt) – Sergej Orlov
- 2019: Królewskie dzieci (Die drei Königskinder) – Corbinian